# Нікарагуа Чемпіонаті світу з легкої атлетики 2017
Нікарагуа на Чемпіонаті світу з легкої атлетики 2017, що проходив з 4 по 13 серпня 2017 року в Лондоні (Велика Британія) була представлена 1 спортсменом.

## Результати

### Чоловіки
Трекові і шосейні дисципліни
| Спортсмен     | Дисципліна | Забіги    | Забіги | Півфінал  | Півфінал | Фінал     | Фінал |
| Спортсмен     | Дисципліна | Результат | Місце  | Результат | Місце    | Результат | Місце |
| ------------- | ---------- | --------- | ------ | --------- | -------- | --------- | ----- |
| Ерік Родрігес | 1500 м     |           |        |           |          |           |       |